# Autogram (album)
Autogram je šestnajsti studijski album srbske pevke narodno-zabavne glasbe, Svetlane Ražnatović - Cece, ki je bil objavljen 25. junija leta 2016.  Besedila enajstih pesmi so tudi tokrat govorile predvsem o ljubezni.   Album je posnet v produkciji Damirja Handanovića, objavila pa ga je založbena hiša CecaMusic.
Album je izšel v treh različicah: na dveh različnih CD-jih, in sicer v standardnem pakiranju in v kartonasti obliki, ki vsebuje tudi mini poster ter v digitalni različici. 
Prva koncertna promocija albuma se je zgodila na četrti evropski turneji Autogram, ki se je začela 7. julija leta 2016.

## Delo v studiu
Ceca je skupaj s sodelavci začela ustvarjati material za album Autogram januarja leta 2016 , studijsko snemanje pa se je začelo aprila istega leta.  Pevka je takrat za srbske medije razkrila, da je tudi na tem albumu sodelovala z Marino Tucaković in skladateljem Damirjem Handanovićem.  Maja 2016 je bilo razkrito, da se bo na albumu znašla tudi skupna pesem s frontmanom glasbene zasedbe Tropico, Aleksandrom Cvetkovićem.  Ceca je 23. maja razkrila, da je njena hčerka Anastasija Ražnatović na albumu pela spremljevalne vokale. 
Na albumu se med sodelavci, prvič po letu 1995, ni pojavil skladatelj Aleksandar Milić. 
Dela na albumu so se zaključila 11. junija. 

## Seznam skladb
| Št.             | Naslov                                   | Besedilo                                | Glasba                                   | Dolžina |
| --------------- | ---------------------------------------- | --------------------------------------- | ---------------------------------------- | ------- |
| 1.              | „Autogram‟                               | Marina Tucaković, Milan Radulović       | Damir Handanović                         | 3:12    |
| 2.              | „Dobrotvorne svrhe‟                      | Marina Tucaković                        | Bojan Vasić                              | 3:30    |
| 3.              | „Didule‟                                 | Marina Tucaković                        | Damir Handanović                         | 3:21    |
| 4.              | „Trepni‟                                 | Marina Tucaković                        | Bojan Vasić                              | 4:05    |
| 5.              | „Metar odavde (duet Aleksandar Tropico)‟ | Marina Tucaković, Aleksandar Tomić      | Bojan Vasić                              | 3:31    |
| 6.              | „Anđeo drugog reda‟                      | Marina Tucaković, Ljiljana Jorgovanović | Damir Handanović                         | 3:09    |
| 7.              | „Luda za sebe‟                           | Marina Tucaković                        | Kiki Lesendrić                           | 3:01    |
| 8.              | „Cigani‟                                 | Marina Tucaković, Ljiljana Jorgovanović | Damir Handanović                         | 3:25    |
| 9.              | „Netačan odgovor‟                        | Marina Tucaković                        | Damir Handanović                         | 3:25    |
| 10.             | „Jadna ti je moja moć‟                   | Marina Tucaković                        | Damir Handanović                         | 3:08    |
| 11.             | „Nevinost‟                               | Biljana Spasić                          | Milan Dimitrijević, Husein Alijević Husa | 4:19    |
| Skupna dolžina: | Skupna dolžina:                          | Skupna dolžina:                         | Skupna dolžina:                          | 38:31   |

## Promocija zgoščenke

### Radijska promocija
Radijska promocija albuma Autogram se je zgodila 24. junija leta 2016, en dan pred uradno izdajo albuma.  
| Datum       | Radio      | Pesem    |
| ----------- | ---------- | -------- |
| 24. 6. 2016 | Pink radio | Autogram |
| 24. 6. 2016 | S3 Radio   | Cigani   |

### Televizijska promocija
Televizijska promocija albuma Autogram se je začela 28. junija leta 2016, z nastopom na beograjski televiziji Pink. 
| Datum        | Oddaja               | Televizija      | Pesem                                                                 |
| ------------ | -------------------- | --------------- | --------------------------------------------------------------------- |
| 28. 6. 2016  | Pinkove zvezde       | Televizija Pink | Autogram, Cigani, Trepni                                              |
| 2. 7. 2016   | Ami G Show           | Televizija Pink | Nevinost, Jadna ti je moja moć, Dobrotvorne svrhe, Didule             |
| 13. 7. 2016  | Ekskluziv specijal   | Prva TV         | Intervju, predstavitev albuma                                         |
| 31. 12. 2016 | Novogodišnji program | Palma TV        | Autogram, Dobrotvorne svrhe, Trepni                                   |
| 31. 12. 2016 | Magazin in           | Pink TV         | Autogram, Didule                                                      |
| 31. 12. 2016 | Novogodišnji program | Pink TV         | Autogram, Metar odavde, Jadna ti je moja moć, Cigani,Trepni, Nevinost |
| 14. 10. 2017 | Žikina šarenica      | RTS 1           | Autogram, Trepni                                                      |

### Snemanje videospotov
- Beograjska revija Svet je 29. junija leta 2016 razkrila, da bo Ceca prvi videospot posnela za pesem Metar odavde. Ceca je informacijo potrdila. [22] Do realizacije projekta vendarle ni prišlo.

- Januarja 2017 je pevka posnela videospot za pesem Nevinost. [23] Promocija videospota se je zgodila na tiskovni konferenci v Beogradu, v ponedeljek, 30. januarja 2017. [24]  Prva televizijska promocija videospota se je zgodila istega dne ob 13.30 uri na Pink TV. [25] Ob 14. uri istega dne je bil videospot objavljen na pevkini YouTube strani. [26] [27] Videospot je v nekaj urah zabeležil več kot 500 tisoč ogledov, [28] v enem dnevu pa kar milijon ogledov. [29] [30] [31]

- Januarja 2017 je pevka razkrila načrte o snemanju drugega videospota, tokrat za pesem Anđeo drugog reda. [32] V začetku marca je bil videospot posnet na črnogorski obali, natančneje na otoku Mamula. [33] [34] Promocija videospota se je zgodila na tiskovni konferenci v Beogradu, v torek, 23. maja 2017. [35] Prva televizijska promocija videospota se je zgodila istega dne ob 15. uri na Pink TV. [36] Ob 15. uri istega dne je bil videospot objavljen na pevkini YouTube strani. [37] Videospot je v nekaj urah zabeležil več kot 500 tisoč ogledov, v enem dnevu pa kar milijon ogledov.

- Marca 2017 je pevka razkrila, da bo videospot za pesem Trepni posnet v Bolgariji. [38] Do snemanja na koncu ni prišlo, saj je pevka posnela spot za pesem  Lažov notorni.

### Koncertna promocija
Prva koncertna promocija albuma se je zgodila na četrti evropski turneji Autogram, ki se je začela 7. julija leta 2016.  Pevka je na koncertih predstavljala devet novih skladb: Autogram, Dobrotvorne svrhe, Didule, Anđeo drugog reda, Jadna ti je moja moć, Cigani, Nevinost, Metar odavde in Trepni.

## Uspeh na glasbenih lestvicah

### Billboard World Albums
Album Autogram se je 16. julija leta 2016 povzpel na 12. mesto najbolj prodajanih albumov na lestvici Billboard World Albums. 

### Uspeh na portalu YouTube
Album Autogram je dosegel rekorden uspeh na portalu YouTube. Naslovna pesem Autogram je v manj kot enem dnevu presegla milijon ogledov, kar predstavlja rekord poslušanosti nekega glasbenika z območja Jugovzhodne Evrope.  Pesem je zasedla prvo mesto najbolj poslušanih YouTube uspešnic v Srbiji, Črni gori, Bosni in Hercegovini ter Sloveniji, na Hrvaškem pa se je znašla na četrtem mestu.  
Rekord je postavil tudi celoten album, ki je v manj kot enem dnevu zabeležil skoraj 7 milijonov ogledov.  Tako imenovani YouTubov števec ogledov na novih Cecinih pesmi je bil čez dan zaradi velike poslušanosti večkrat "zmrznjen".  Album je v enem tednu zabeležil 31-milijonsko poslušanost.  
Album je v desetih dneh zabeležil 50-milijonsko poslušanost.   Pesem Autogram je v dveh tednih zabeležila 10-milijonsko poslušanost.  

### Glasbene lestvice
| Lestvice (2016)                                                     | Mesto |
| ------------------------------------------------------------------- | ----- |
| Balkanmedia Shop (bestsellers)                                      | 1     |
| Nevinost (lestvica RS TOP 10)                                       | 1     |
| Radio Net (lestvica vročih 20 južnih in domačih)                    | 9     |
| Radio S3 (lestvica 20 uspešnic)                                     | 1     |
| Radio Morava (lestvica Top 10 lista)                                | 2     |
| Radio Cool (lestvica Top 5)                                         | 1     |
| Radio BN (BiH) (lestvica Top Star 20)                               | 1     |
| Radio Borovo (Hrvaška) (lestvica Top lista septembra)               | 1     |
| Nacionalna lestvica (Bolgarija) (10-те поп-фолк хита на лято ‘2016) | 5     |

### Pesem Trepni
| Letne zaključne lestvice | Mesto |
| ------------------------ | ----- |
| Bolgarija (2016)         | 84    |
| Bolgarija (2017)         | 93    |

## Kritike
Srbski glasbeni portal MNSWeebly je albumu podal oceno 7,5 od možnih 10. Zapisali so, da album ne prinaša ničesar novega, ko gre za Cecino glasbeno kariero, saj je projekt v precejšnji meri enoličen. Pohvalili so ustvarjalnost avtorjev, ko gre za pesmi Trepni in Jadna ti je moja moć, kot najslabšo pesem v celotni Cecini karieri pa navajajo duet Metar odavde. 
Glasbeni portal Tegla navaja, da je Avtogram najslabši Cecin album v karieri, predvsem zaradi odsotnosti dosedanjega producenta Aleksandra Milića Milija. Izpostavili so Trepni kot edino pesem, ki postavlja nove meje, ko gre za Cecin opus. Kritizirali so besedila nekaterih pesmi, na trenutke cenene glasbene melodije in tudi Cecin vokal. 

## Zgodovina objave zgoščenke
| Država    | Datum          | Založba   | Oblika                             |
| --------- | -------------- | --------- | ---------------------------------- |
| Srbija    | 25. junij 2016 | CecaMusic | standardna in kartonasta različica |
| Po svetu  | 25. junij 2016 | CecaMusic | digitalna različica                |
| Bolgarija | 18. julij 2016 | CecaMusic | kartonasta različica               |

## Naklada in prodaja zgoščenke
Začetna naklada albuma Autogram šteje 150.000 izvodov, od tega 50.000 izvodov standardne različice albuma in 100.000 izvodov kartonaste različice albuma. 

### iTunes lestvice
Album Autogram je prvi Cecin album, ki se je po uradni objavi znašel na mednarodnih iTunes lestvicah.   
| Država     | Datum             | Najvišja uvrstitev |
| ---------- | ----------------- | ------------------ |
| Slovenija  | 28. junij, 2016   | 13                 |
| Avstralija | 25. junij, 2016   | 56                 |
| Nemčija    | 25. junij, 2016   | 19                 |
| Francija   | 25. junij, 2016   | 80                 |
| Švica      | 25. junij, 2016   | 3                  |
| Avstrija   | 25. junij, 2016   | 7                  |
| Kanada     | 25. junij, 2016   | 105                |
| Švedska    | 25. junij, 2016   | 8                  |
| Italija    | 25. junij, 2016   | 122                |
| Luksemburg | 25. junij, 2016   | 13                 |
| Bolgarija  | 22. oktober, 2016 | 1                  |

## Vpliv albuma
Del pesmi Trepni se je septembra leta 2016 znašel v bolgarskem animiranem filmu.   
Pesem Trepni je bila leta 2017 uvrščena na uradno lestvico predvajanih uspešnic na srbskem Exit festivalu, ki sicer velja za dogodek elektronske, dance, hip-hop in rock glasbe. 
Pesem Anđeo drugog reda je uporabljena kot glasbena podlaga v nemškem filmu Tigermilch iz leta 2017. 

## Nagrade
Bralci srbskega časopisa Vesti so pesem Metar odavde izbrali za največjo narodno-zabavno uspešnico leta 2016, Ceco pa za najbolj uspešno pevko leta 2016. 
Beograjska televizija Pink je januarja leta 2017 vročila Ceci nagrado za največjo uspešnico leta 2016, za pesem Trepni. 
Videospot za pesem "Nevinost" je bil decembra leta 2018 nominiran za najboljši glasbeni spot na MAC nagradah. 

## Ostale informacije
- Snemano v studiu Miraco music v Beogradu
- Miks: Mirko Gavrić, Damir Handanović
- Spremljevalni vokali: Ceca, Anastasija Ražnatović, Dragana Rakčević, Mirko Gavrić in Damir Handanović
- Programiranje: Damir Handanović

- Električni klavir: Damir Handanović
- Klavir: Srećko Mitrović, Dušan Alagić
- Brass sekcija: Miloš Nikolić
- Bas: Miroslav Tovirac, Marko Nikolić
- Violine: Sunaj
- Klarinet: Predrag Jovanović
- Bobni: Damir Handanović, Vlada Migrić, Vladan Popović Pop
- Solo trobenta: Predrag Jovanović
- Akustične kitare: Goran Božović, Paja Vučković
- Električne kitare: Petar Trumbetaš, Vlada Negovanović, Kiki Lesendrić
- Tarabuke: Damir Handanović
- Harmonike: Srećko Mitrović, Damir Handanović, Enes Mavrić
- Fagot: Marko Kojadinović, Goran Marković
- Klaviature: Damir Handanović, Srećko Mitrović, Bojan Vasić, Vladimir Preradović
- Buzuki: Petar Trumbetaš
- Produkcija zvoka: Mirko Gavrić

- Fotografije: Miloš Nadaždin
- Modna podoba: Stegan Orlić
- Pričeska: Svetlana Bubanja Bucka
- Ličila: Dušan Lazić
- Oblikovanje: Stanislav Zakić

- Proizvodnja, marketing in distributer: City records